# Santa Cruz de la Zarza
Santa Cruz de la Zarza, là một đô thị trong tỉnh Toledo, Castile-La Mancha, Tây Ban Nha.

## Dân số
Dân số năm 2003 là 4.594 người. Kinh tế dựa chủ yếu vào nông nghiệp, phần lớn là cây nho, oliu, ngũ cốc dù ở đây cũng có các nhà máy.
Their main celebrations take place at the end of August, in honor of Our Lady of the Rosary.